# Dicloreto de telúrio
Dicloreto de telúrio ou cloreto de telúrio II é o composto químico com a fórmula química TeCl
2
. É um cloreto do elemento químico telúrio em seu estado de oxidação +2. É um sólido preto que se funde em um líquido também preto, mas que vaporiza em um gás roxo. Esse composto é instável em relação ao desproporcionamento, decompondo-se para Te elementar e TeCl
4
.

## Síntese e Reações
O dicloreto de telúrio pode ser produzido pela reação química do telúrio com difluorodiclorometano.
Também pode ser produzido pela reação de comproporção de telúrio e tetracloreto de telúrio.
TeCl
4 + Te  →  2TeCl
2

Dicloreto de telúrio reage com a água, sofrendo uma reação de hidrólise e dismutação gerando Te, TeO
2
 e HCl:
2TeCl
2 + 2H
2O  →  TeO
2 + Te + 4HCl

TeCl
2
 é relativamente instável, mas pode formar alguns complexos estáveis e bem caracterizados com alguns ligantes tais como íons cloreto ou com tioureia. Esses complexos são quadrado-planares.
TeCl
2 + 2Cl–  →  [TeCl
4]2–

TeCl
2 + 2CS(NH
2)
2  →  [TeCl
2(SC(NH
2)
2)
2]

## Propriedades
O dicloreto de telúrio é um sólido preto que reage com a água. Ele derrete em um líquido preto e vaporiza em um gás roxo. O gás consiste em moléculas monoméricas de TeCl
2
 com comprimentos de ligação Te–Cl de 2,329 Å e um ângulo de ligação Cl–Te–Cl de 97,0°.
O dicloreto de telúrio é instável em relação à desproporção. Vários complexos dele são conhecidos e bem caracterizados. Eles são preparados tratando dióxido de telúrio com ácido clorídrico na presença de tioureias. A tioureia serve tanto como um ligante quanto como um redutor, convertendo Te(IV) em Te(II).
TeO
2 + 4HCl + 4CS(NH
2)
2  →  [TeCl
2(SC(NH
2)
2)
2]
 + [(H
2N)
2C—S—S—C(NH
2)
2]Cl
2